# 島田守政
島田 守政（しまだ もりまさ）は江戸時代初期の武士（旗本）。江戸町奉行（8代目北町奉行）を務めた。同じく江戸町奉行などを歴任した島田利正の四男。

## 生涯
寛永17年（1640年）に御小性組番士として出仕し、父利正の武蔵国入間郡の采地より一千石を分けられた後、明暦2年（1656年）には御徒頭、万治元年（1658年）には御目付にと順調に出世した。
寛文2年（1662年）から寛文6年（1666年）には長崎奉行。大火で消失した長崎の町を区割りや道路幅を改め、町全体を機能的な貿易都市へと再編するなど手腕を認められ、寛文7年（1667年）から延宝9年（1681年）に渡って江戸北町奉行に任ぜられた。伊達騒動での申次役など訴訟関連で多く名が見える。
延宝9年（1681年）3月、越後騒動における松平光長の家臣に対する鞠問の不手際で北町奉行を免職され、小普請入りおよび閉門を命ぜられた。天和2年（1682年）に赦免。
1699年、死去。

## 永源寺釈迦降誕祭
祖父島田重次の建立した埼玉県坂戸市の永源寺では毎年5月に「釈尊降誕祭」と呼ばれる祭が執り行われる。これは長崎奉行であった守政が、赴任地長崎で伝来物の降誕釈尊仏を入手し、島田家菩提寺であった永源寺に寄進したことから始まる、と伝わっている。。